# Полувзвод (оружие)
Полувзвод — в конструкции огнестрельного оружия (выступ или вырез) и промежуточное состояние ударно-спускового механизма.

## Конструктивная необходимость в создании полувзвода

### Полувзвод какпредохранитель
Данная функция используется для предохранения от случайного выстрела. Для этого курок отводят назад до первого щелчка и он фиксируется в среднем положении. Из этого положения курок можно вывести только в одном направлении — взвести до конца, сорваться с полувзвода и произвести выстрел курок в исправном механизме не может.

Поэтому другое название данной функции — предохранительный взвод.
Предохранительный взвод был изобретён относительно давно — ещё в XVI веке его применяли в конструкции оружейных замков «микеле» в кремнёвых ружьях. Такое же решение применено, к примеру, в пистолете ТТ.

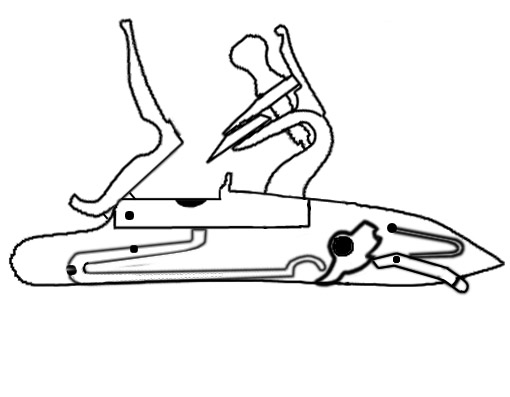
Кремнёвый замок: курок спущен, полка открыта.
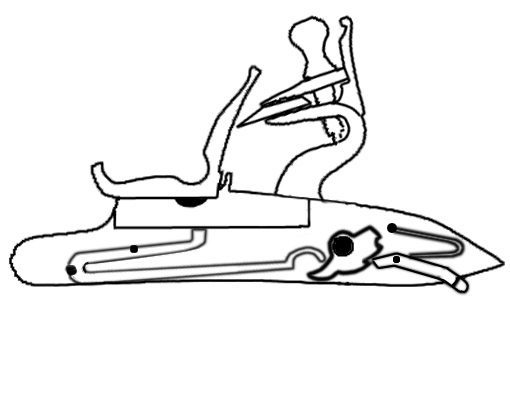
Курок на предохранительном взводе, полка заряжена.
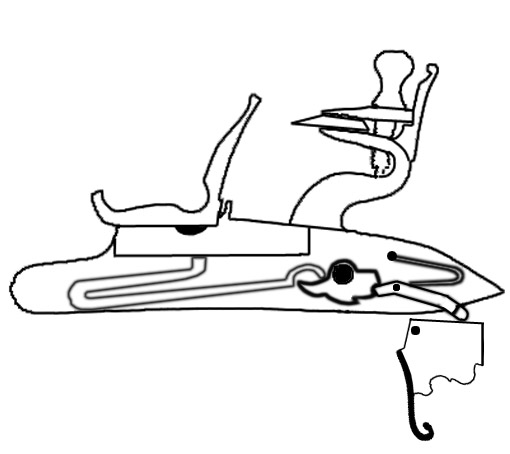
Курок на боевом взводе. Замок готов к стрельбе.

### Иные функции полувзвода
В конструкции револьверов с ударно-спусковым механизмом одинарного действия полувзвод применяется для облегчения перезаряжания оружия. Курок на полувзводе занимает среднее положение, и боёк при этом не касается капсюля патрона, что даёт возможность проворачивать барабан при заряжании и перезаряжании.
В конструкциях некоторых автоматических пистолетов полувзвод облегчает работу затвора при досылании патрона в патронник при производстве первого выстрела.